# 全日本建設技術協会
一般社団法人全日本建設技術協会（いっぱんしゃだんほうじんぜんにほんけんせつぎじゅつきょうかい、英語: Japan Construction Engineers' Association）は、戦前いくつかあった建設技術者の組織が合同し、昭和21年12月に誕生したもので、その名のとおり全国的な組織をもつ、日本最大の官公庁、機構・公社等に勤務する建設技術者の団体。

## 概要
建設関係施策の確立を促進し、建設技術者の技術水準及び社会的地位の向上をはかり、建設事業の合理化とその進歩発展に寄与する目的を持って、各種の事業を活発に行っている。
国土交通省、農林水産省、都道府県及び市町村、機構・公社などに勤務している建設技術関係者中心の大きな組織となっており、それぞれの官公庁別に187の地方組織を作っている。

## 組織
- 所在地：東京都港区赤坂3-21-13
- 設立：1946年12月7日（1959年12月24日、社団法人として発足　2012年10月1日、一般社団法人へ移行）
- 会長：大石久和
- 創設者：兼岩伝一